# Skeleton ai XXI Giochi olimpici invernali - Singolo femminile
La gara di singolo femminile dello skeleton ai Giochi olimpici invernali di Vancouver 2010 si è svolta tra il 18 e il 19 febbraio 2010 al Whistler Sliding Centre. La gara è consistita di quattro manche, due delle quali disputate il primo giorno e due il secondo. La vincitrice è stata la britannica Amy Williams.
La campionessa olimpica uscente era la svizzera Maya Pedersen.

## Risultati
In corsivo è indicato il tempo di spinta; in grassetto il miglior tempo della manche.
| Pos. | Num. | Nome                  | Nazione       | Run 1         | Run 2        | Run 3         | Run 4        | Totale       | Distacco     |              |
| ---- | ---- | --------------------- | ------------- | ------------- | ------------ | ------------- | ------------ | ------------ | ------------ | ------------ |
|      | 5    | Amy Williams          | Gran Bretagna | 4"95 53"83-TR | 4"96 54"13   | 5"00 53"68-TR | 4"94 54"00   | 3'35"64      | -            |              |
|      | 3    | Kerstin Szymkowiak    | Germania      | 5"04 54"15    | 5"00 54"11   | 5"01 53"91    | 4"96 54"03   | 3'36"20      | +0"56        |              |
|      | 8    | Anja Huber            | Germania      | 4"90-SR 54"17 | 4"97 54"21   | 5"07 54"10    | 5"03 53"88   | 3'36"36      | +0"72        |              |
| 4    | 6    | Noelle Pikus-Pace     | Stati Uniti   | 5"12 54"30    | 5"11 54"21   | 5"07 53"88    | 5"06 54"07   | 3'36"46      | +0"82        |              |
| 5    | 1    | Mellisa Hollingsworth | Canada        | 5"05 54"18    | 5"04 54"17   | 5"02 53"81    | 4"93 54"44   | 3'36"60      | +0"96        |              |
| 6    | 2    | Shelley Rudman        | Gran Bretagna | 5"03 54"66    | 5"01 54"26   | 5"01 53"95    | 4"99 53"82   | 3'36"69      | +1"05        |              |
| 7    | 9    | Amy Gough             | Canada        | 5"10 54"14    | 5"08 54"78   | 5"05 53"92    | 4"99 54"17   | 3'37"01      | +1"37        |              |
| 8    | 4    | Marion Trott          | Germania      | 5"19 54"53    | 5"21 54"53   | 5"18 53"88    | 5"18 54"17   | 3'37"11      | +1"47        |              |
| 9    | 10   | Maya Pedersen         | Svizzera      | 5"05 54"53    | 5"08 54"83   | 5"05 54"24    | 5"02 53"91   | 3'37"51      | +1"87        |              |
| 10   | 14   | Emma Lincoln-Smith    | Australia     | 5"01 54"28    | 5"00 54"41   | 5"02 54"54    | 4"97 54"40   | 3'37"63      | +1"99        |              |
| 11   | 7    | Katie Uhlaender       | Stati Uniti   | 4"94 54"51    | 4"95 54"53   | 4"96 54"54    | 4"97 54"35   | 3'37"93      | +2"29        |              |
| 12   | 11   | Melissa Hoar          | Australia     | 5"16 54"73    | 5"21 54"48   | 5"16 54"48    | 5"11 54"53   | 3'38"22      | +2"58        |              |
| 13   | 13   | Michelle Kelly        | Canada        | 5"08 54"73    | 5"08 55"49   | 5"06 55"56    | 5"10 55"01   | 3'40"79      | +5"15        |              |
| 14   | 15   | Tionette Stoddard     | Nuova Zelanda | 4"99 55"85    | 4"98 55"93   | 5"00 55"02    | 4"95 54"89   | 3'41"69      | +6"05        |              |
| 15   | 19   | Costanza Zanoletti    | Italia        | 4"97 55"48    | 5"03 55"63   | 4"99 55"38    | 4"97 55"31   | 3'41"80      | +6"16        |              |
| 16   | 12   | Svetlana Trunova      | Russia        | 4"99 56"47    | 5"00 55"32   | 4"93 55"23    | 4"95 55"17   | 3'42"19      | +6"55        |              |
| 17   | 18   | Desirée Bjerke        | Norvegia      | 5"20 56"48    | 5"31 55"28   | 5"25 55"34    | 5"20 55"26   | 3'42"36      | +6"72        |              |
| 18   | 16   | Elena Judina          | Russia        | 5"08 55"42    | 5"14 56"06   | 5"12 55"54    | 5"11 55"77   | 3'42"79      | +7"15        |              |
| 19   | 20   | Maria Marinela Mazilu | Romania       | 5"15 57"10    | 5"18 57"03   | 5"18 58"14    | 5"25 57"65   | 3'49"92      | +14"28       |              |
| -    | 17   | Nozomi Komuro         | Giappone      | squalificata  | squalificata | squalificata  | squalificata | squalificata | squalificata | squalificata |